# Calmoutier
Calmoutier ist eine Gemeinde im französischen Département Haute-Saône in der Region Bourgogne-Franche-Comté.

## Geographie
Calmoutier liegt auf einer Höhe von 278 m über dem Meeresspiegel, etwa zehn Kilometer ostnordöstlich der Stadt Vesoul (Luftlinie). Das Dorf erstreckt sich im zentralen Teil des Départements, im Tal der Colombine, das in die umgebenden Plateaus eingesenkt ist.
Die Fläche des 14,04 km² großen Gemeindegebiets umfasst einen Abschnitt in der gewellten Landschaft zwischen dem Becken von Vesoul im Westen und der Ebene von Lure im Osten. Von Nordosten nach Südwesten wird das Gebiet von der Alluvialniederung der Colombine durchquert, die für die Entwässerung zum Durgeon sorgt. Der Fluss zeichnet mehrere Talmäander. Die Talniederung liegt auf durchschnittlich 270 m und weist eine Breite von maximal 500 Metern auf. Landwirtschaftliche Nutzung herrscht hier vor.
Flankiert wird das Tal auf beiden Seiten von relativ steilen, ungefähr 60 m hohen Hängen, die zu den angrenzenden, teils bewaldeten, teils mit Wiesland bestandenen Höhen überleiten. Auf der nordwestlichen Talseite befinden sich die Höhen des Bois du Mont Aubry und des Bois de Saulx. Südlich des Ortes dehnt sich die Waldung des Bois de Calmoutier aus, in dem mit 390 m die höchste Erhebung von Calmoutier erreicht wird. Nach Osten erstreckt sich das Gemeindeareal auf eine gewellte Hochfläche, die durch verschiedene Mulden und Trockentäler untergliedert wird. Sie ist aus einer widerstandsfähigen Kalkschicht der mittleren Jurazeit aufgebaut. Es gibt hier Karstphänomene, insbesondere Höhlen und Schächte, darunter die Combe l'Épine. Ganz im Osten reicht der Gemeindeboden bis zum Quellgebiet des Ruisseau de Lauzin.
Nachbargemeinden von Calmoutier sind Saulx und Colombotte im Norden, Velleminfroy und Liévans im Osten, Noroy-le-Bourg und Dampvalley-lès-Colombe im Süden sowie Montcey im Westen.

## Geschichte
Überreste eines römischen Verkehrsweges weisen auf eine frühe Besiedlung des Gebietes hin. Den Ursprung von Calmoutier bildete die Gründung eines Klosters zu Beginn des 9. Jahrhunderts, dessen Mönche die Gegend urbar machten. Dieses Kloster wurde im Vertrag von Meerssen  „Gildini monasterium“ genannt und dem neuen Reich Karls des Kahlen zugeteilt. Im Mittelalter gehörte das Dorf zur Freigrafschaft Burgund und darin zum Gebiet des Bailliage d’Amont. Während des Dreißigjährigen Krieges wurde Calmoutier 1636 geplündert und niedergebrannt, und die Mönche flohen nach Vesoul. Zusammen mit der Franche-Comté gelangte der Ort mit dem Frieden von Nimwegen 1678 definitiv an Frankreich. Heute ist Calmoutier Mitglied des 12 Ortschaften umfassenden Gemeindeverbandes Communauté de communes des Grands Bois.

## Sehenswürdigkeiten

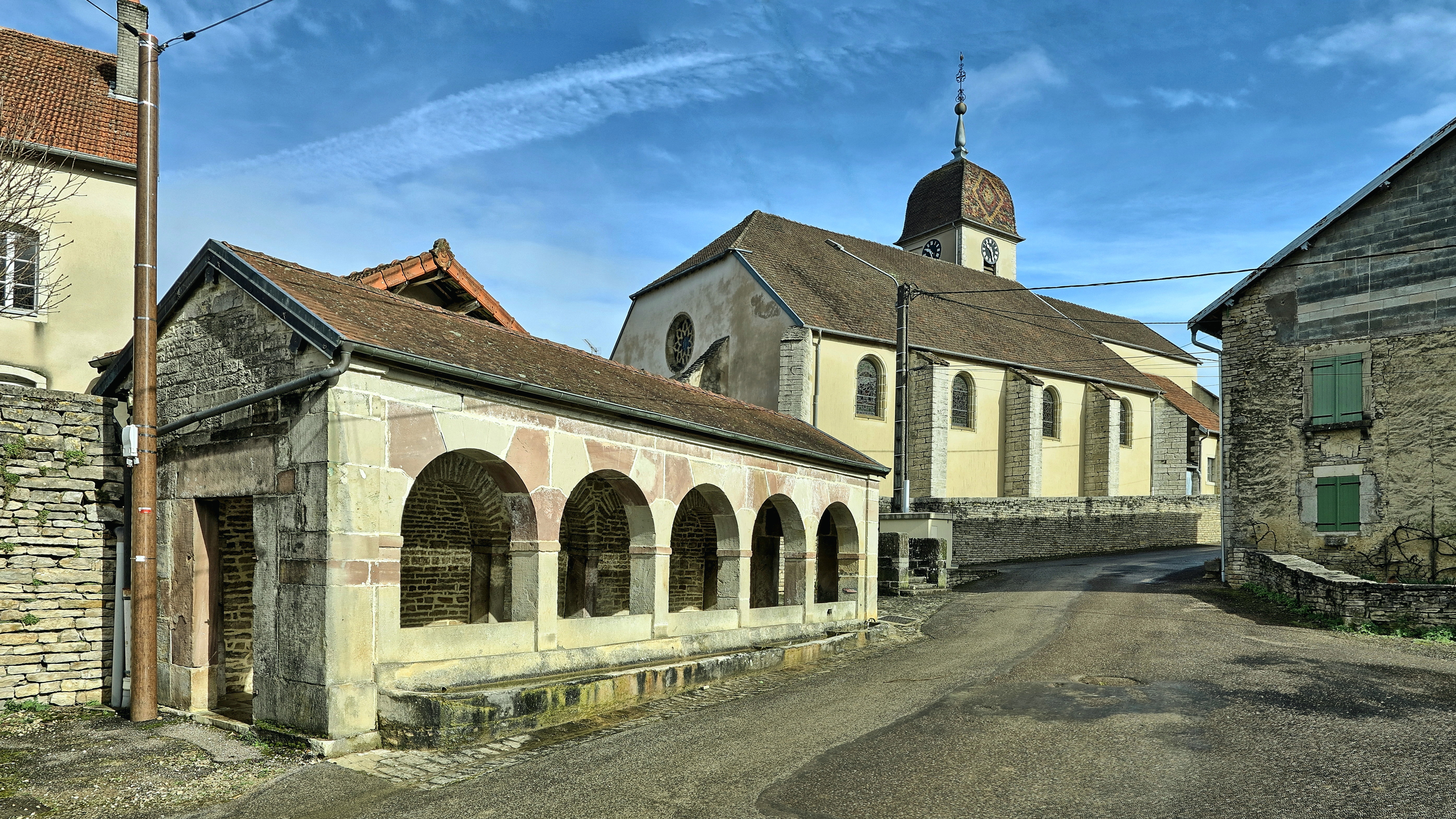
Waschhaus und Kirche Mariä Geburt

Die Kirche wurde ursprünglich im romanischen Stil erbaut, später aber mehrfach verändert und teilweise neu errichtet. Fassade und Chorraum zeigen gotische Stilformen, während das Schiff aus dem 17. Jahrhundert stammt. Zur wertvollen Kirchenausstattung gehören Statuetten der Apostel (15. Jahrhundert), Täfelungen und Statuen aus dem 17. Jahrhundert, Mobiliar aus dem 18./19. Jahrhundert sowie eine reich geschnitzte Kanzel.
Die neugotische Chapelle de la Côte (1854 erbaut) erinnert an eine Choleraepidemie der Zeit um 1850. Der Ortskern ist geprägt durch zahlreiche Häuser aus dem 16. bis 18. Jahrhundert, die den traditionellen Stil der Haute-Saône zeigen. Zu den weiteren Sehenswürdigkeiten zählen die Überreste des Klosters, eine Steinbrücke über die Colombine und das im 19. Jahrhundert errichtete Lavoir mit seinen fünf Arkadenbogen. Es diente einst als Waschhaus und Viehtränke.

## Bevölkerung
| Jahr                       | 1962 | 1968 | 1975 | 1982 | 1990 | 1999 | 2006 |
| Einwohner                  | 237  | 241  | 174  | 195  | 215  | 225  | 229  |
| Quellen: Cassini und INSEE |      |      |      |      |      |      |      |

Mit 268 Einwohnern (1. Januar 2022) gehört Calmoutier zu den kleinen Gemeinden des Département Haute-Saône. Nachdem die Einwohnerzahl in der ersten Hälfte des 20. Jahrhunderts deutlich abgenommen hatte (1881 wurden noch 587 Personen gezählt), wurde seit Mitte der 1970er Jahre wieder ein leichtes Bevölkerungswachstum verzeichnet.

## Wirtschaft und Infrastruktur
Calmoutier war bis weit ins 20. Jahrhundert hinein ein vorwiegend durch die Landwirtschaft (Ackerbau, Obstbau und Viehzucht) und die Forstwirtschaft geprägtes Dorf. Die Wasserkraft der Colombine wurde früher für den Betrieb von Mühlen genutzt. Heute gibt es einige Betriebe des lokalen Kleingewerbes, unter anderem ein Steinbruchunternehmen. In den letzten Jahrzehnten hat sich das Dorf zu einer Wohngemeinde gewandelt. Viele Erwerbstätige sind deshalb Pendler, die in den größeren Ortschaften der Umgebung und in der Agglomeration Vesoul ihrer Arbeit nachgehen.
Der Ort ist verkehrstechnisch gut erschlossen. Er liegt an der Hauptstraße N19, die von Vesoul nach Belfort führt. Durch eine Ortsumfahrung ist der Dorfkern vom Durchgangsverkehr entlastet. Weitere Straßenverbindungen bestehen mit Saulx und Noroy-le-Bourg.